# Escoles dels Hostalets
Les Escoles dels Hostalets és una obra noucentista de Sant Martí Sarroca (Alt Penedès) protegida com a Bé Cultural d'Interès Local.

## Descripció
Edifici format per dues naus que en planta formen una T, destinades a habitatge del mestre i a aula escolar.
Les teulades són a doble vessant i les façanes tenen uns coronaments escalonats i motllurats amb boles decorades i garlandes.
Presenta obertures amb llinda, marcs amb relleu i algunes columnes interiors.